# Умберт II (дофин Вьеннский)
Умберт (Гумберт) II де ла Тур дю Пен (фр. Humbert II de la Tour-du-Pin; ок. 1312 — 22 мая 1355) — дофин Вьеннский, граф Альбона, Гренобля, Уазана и Бриансона с 1333 по 16 июля 1349, сын дофина Жана II и Беатрисы Венгерской.

## Биография
Умберт II вступил на трон после смерти своего старшего брата Гига VIII, погибшего при осаде савойской крепости Перьер. Он был последним дофином до того, как этот титул перешёл к наследникам французского короля.
В 1345—1347 годах Умберт участвовал в крестовом походе на Смирну, который стал для него трагичным: умерла сопровождавшая его жена. К тому же вся графская казна пошла на экипировку войска и дофин был полностью разорён.
Единственный сын Умберто II умер в двухлетнем возрасте, поэтому наследника у него не было, и он ещё начиная с 1338 года вынашивал план продажи своих владений папе Бенедикту XII. Эта затея не увенчалась успехом. Зато нашёлся другой покупатель — король Франции Филипп VI. Сделка состоялась в 1349 году. Король заплатил Умберту II 400 тысяч экю и обязался выплачивать ежегодную пенсию. Одним из условий договора было сохранение автономии графства и сохранение за его правителями титула дофинов, а также освобождение жителей Дофине от некоторых налогов.
После продажи своих земель Умберт вступил в доминиканский орден и намеревался стать архиепископом Парижа и в дальнейшем — папой римским. Он принял титулы князя Бриансонского, герцога де Шамсор и маркиза де Сезан.
В 1345—1348 годах руководил Вторым крестовым походом на Смирну.
С 1351 года — титулярный патриарх Александрии, с 1352 — архиепископ Реймса.
Умберт II умер в 1355 году. Его женой была Мария де Бо, дочь Бертрана III де Бо, графа Андрии.

## Брак и дети
Жена: после 26 июля 1332 Мария де Бо (ум. 1347), дочь дочь Бертрана III де Бо, графа Андрии, и Беатрисы Анжу-Сицилийской. Дети:
- Андре (5 сентября 1333 — октябрь 1335)

Также у Умберта известно несколько незаконнорождённых детей:
- Амадей (ум. после 1351)
- Катерина (ум. после 29 марта 1341); муж: с 1338/1340 Пьер де Люсинь (ум. после 1343)